# Syreitschikovia tenuifolia
Syreitschikovia tenuifolia là một loài thực vật có hoa trong họ Cúc. Loài này được (Bong.) Pavlov miêu tả khoa học đầu tiên năm 1933.